# Festung Weichselmünde

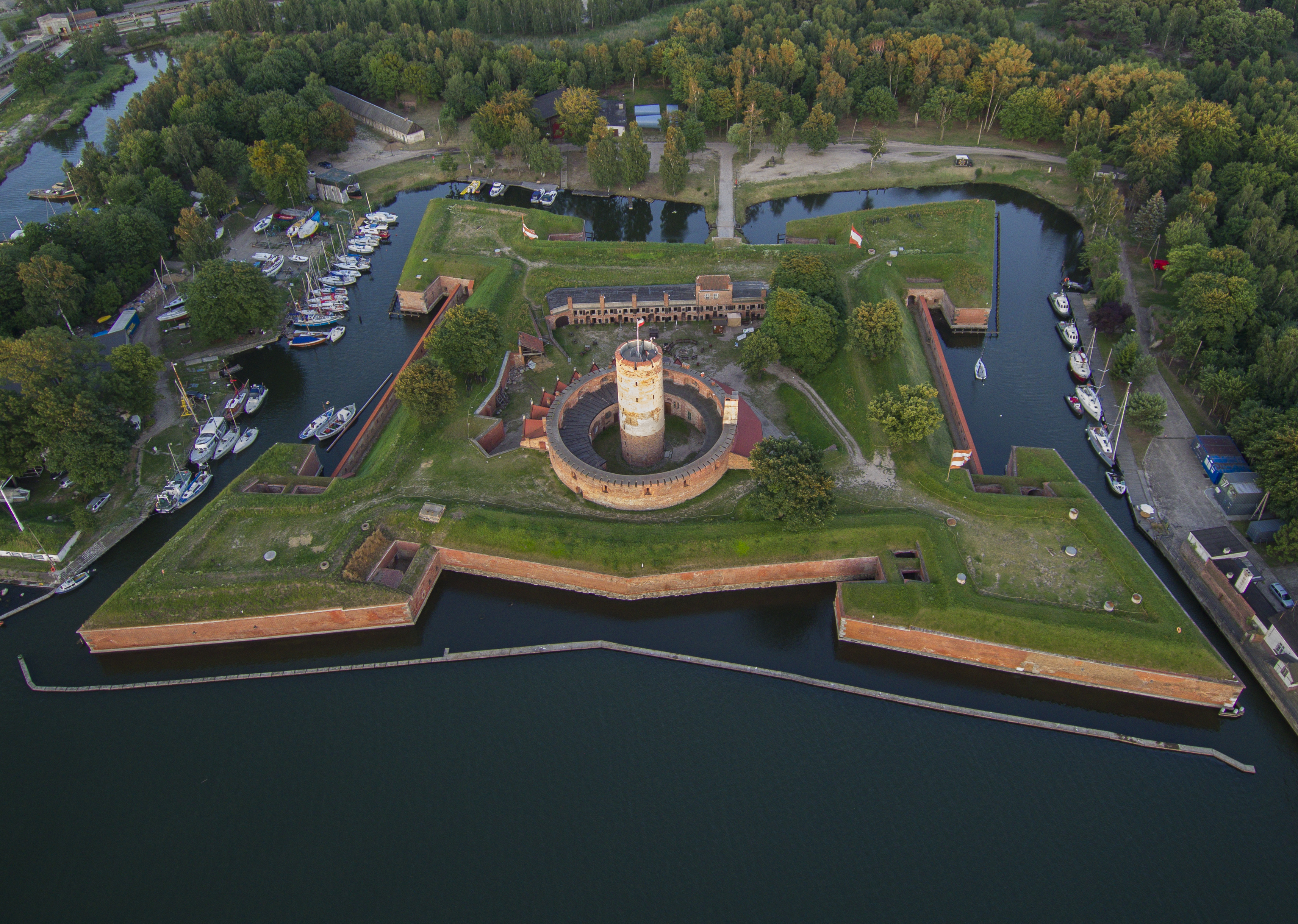
Festungskranz und Leuchtturm

Die Festung Weichselmünde (poln. Twierdza Wisłoujście) ist eine historische Festung bei Danzig in der polnischen Woiwodschaft Pommern.

## Geographische Lage
Die Festung Weichselmünde liegt in der historischen Landschaft Westpreußen, an der Danziger Bucht, nordöstlich von Danzig, unweit der Westerplatte im Norden.

## Konstruktion

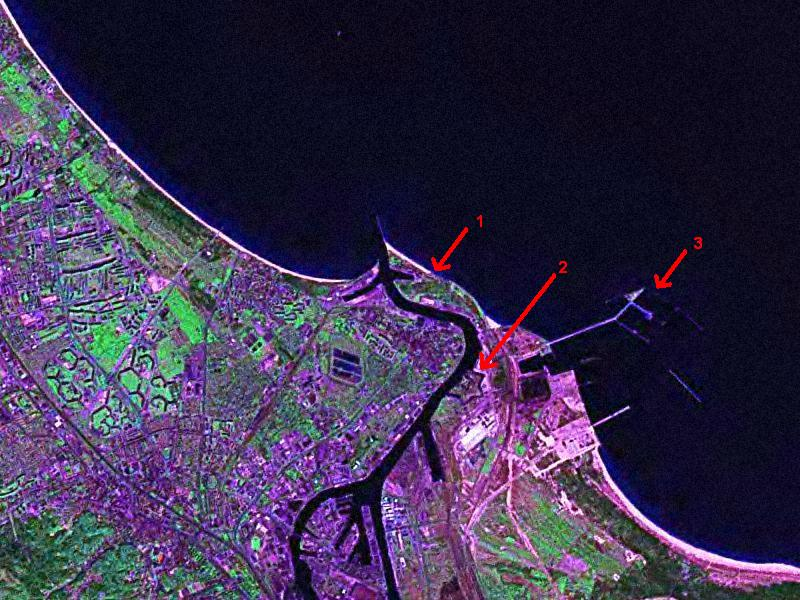
Neufahrwasser – Landsat-Satellitenaufnahme. Festung Weichselmünde durch Pfeil Nr. 2 markiert

Die ältesten Teile der Festung stammen aus dem Mittelalter und zeigen gotische Merkmale. Im Mittelpunkt der Festung befindet sich ein runder Turm, der bis 1758 als Leuchtturm diente und dann durch neue Wipp-Feuer ersetzt wurde. Den Turm umgibt das quadratische Fort carré mit seinen vier Bastionen. Die äußeren Befestigungsanlagen werden von der Ostschanze mit fünf Bastionen und zwei Wallschildern umgeben, von denen nur eines erhalten geblieben ist.
Auf dem gegenüberliegenden Ufer der Toten Weichsel befand sich früher die Westschanze, abgebrochen am Ende des 19. Jahrhunderts. Diese Schanze wurde während der Napoleonischen Kriege Fort Montebello genannt. Das Fort Carré und die Schanze sind von einem Burggraben umgeben, der von der Toten Weichsel bewässert wurde.
Das Eingangstor ist mit dem Fort Carré durch einen unterirdischen Gang (1609) verbunden.

## Geschichte

Karte der Weichselmündung mit Festung Weichselmünde (um 1750)

Schon in den Zeiten des Deutschen Ordens im 14. Jahrhundert befand sich an der Stelle der Weichselmündung eine hölzerne Wachstube, bis sie die Sirotci-Hussiten am Anfang September 1433 niederbrannten. An die gleich Stelle kam  1482 ein Leuchtturm aus Backstein, den später ein quadratisches Fort mit vier Bastionen umgab. An den Bauarbeiten war der Danziger Architekt Anton van Obberghen beteiligt. Die Festung war Eigentum der Stadt Danzig, die sie mit ihren Söldnern bemannte. 
Im Danziger Krieg belagerte 1577 der polnischen König Stefan Báthory erfolglos die Danziger Festung, wobei der Architekt Hans Kramer fiel. Im Polnisch-Schwedischen Krieg diente sie in den Jahren 1622–1629 der polnischen Flotte als Stützpunkt. Während der Seeschlacht von Oliwa am 28. November 1627 kam es von der Festung her zum Beschuss der schwedische Flotte. In der Nacht vom 5. auf 6. Juli 1628 griffen die Schweden die polnischen Schiffe mit Kanonenfeuer an, wobei sie die Schiffe Gelber Löwe und die Galeone Sankt Georg versenkten. Von 1656 bis 1660 wurde der in Diensten Schwedens stehende Feldmarschall Hans Christoph von Königsmarck in der Festung gefangen gehalten. Im Polnischen Thronfolgekrieg griff die 1734 eine russisch-sächsische Armee die Festung an. Im Jahr 1793 verhinderte bei der Zweiten Teilung Polens zunächst eine Meuterei der Besatzung die Herausgabe an Preußen. Im Krieg Preußens mit Frankreich verteidigte 1807 die preußische Armee die Festung, in den Befreiungskriegen 1814 die Franzosen.
Durch angespülten Sand hatte sich die Festung vom Ostseeufer entfernt. Am Ende des 18. Jahrhunderts ging die Verteidigung der Weichselmündung auf die neu errichteten Befestigungen auf der Westerplatte und die Möwenschanze über. Die Festung diente im 19. Jahrhundert als Gefängnis; nach dem Ersten Weltkrieg als Quartier eines Segelklubs.
Im Zweiten Weltkrieg erlitt die Festung 1945 Schäden bei der Eroberung Danzigs durch die Rote Armee. Im Jahr 1974 übernahm das Historische Museum der Stadt Danzig die Festung Weichselmünde als Zweigstelle.
Wegen der besonderen Bedeutung als eine der zwei erhaltenen Festungen an der Südküste der Ostsee (neben Pillau) wurde sie auf die Liste des World Monuments Watch eingetragen. 2009 beschlossen die Danziger Behörden den teilweisen Wiederaufbau der Westschanze.

## Fledermäuse
Die Festung Weichselmünde ist von Fledermäusen bewohnt. 2005 wurden 313 Tiere gezählt. Es waren die Gattungen Fransenfledermaus, Wasserfledermaus und Teichfledermaus vertreten. Deswegen wurde die Festung als Naturschutzgebiet Natura 2000 anerkannt.